# Bai Yufeng
Bai Yufeng (白玉峰S, Pai Yu-fengW; Taiyuan, ... – ...; fl. XIII secolo) è stato un artista marziale cinese.
È un personaggio semi storico delle arti marziali cinesi che sarebbe vissuto a cavallo tra l'epoca della dinastia Jīn e l'epoca della dinastia Yuan. La sua abilità nel pugilato era famosa in tutta la Cina. Dopo che la sua famiglia cadde in rovina viaggiò lungamente incrementando le proprie conoscenze marziali. In seguito si fermò a Luoyang dove ebbe numerosi insegnanti. Qui incontrò il monaco Jue Yuan (觉远) e creò il Wuquan (五拳) oggi conosciuto come Wuxingquan.
Dopo il suo ingresso nel tempio Shaolin egli avrebbe intrapreso la vita monacale ed assunto il nome di Qiuyue Chanshi (秋月禪師).
A Bai Yufeng è anche attribuita l'introduzione a Shaolin dell'Hongquan.